# Universidad de Loughborough
La Universidad de Loughborough es una universidad pública de investigación situada en la ciudad de Loughborough, en el condado de Leicestershire, del Reino Unido. La universidad ha sido considerada como la 6ª mejor en el Reino Unido por la guía de universidades de 2007, previamente siendo concedidos 5 premios del aniversario de la reina, un expediente igualado solamente por la Universidad de Oxford. 

## Perfil

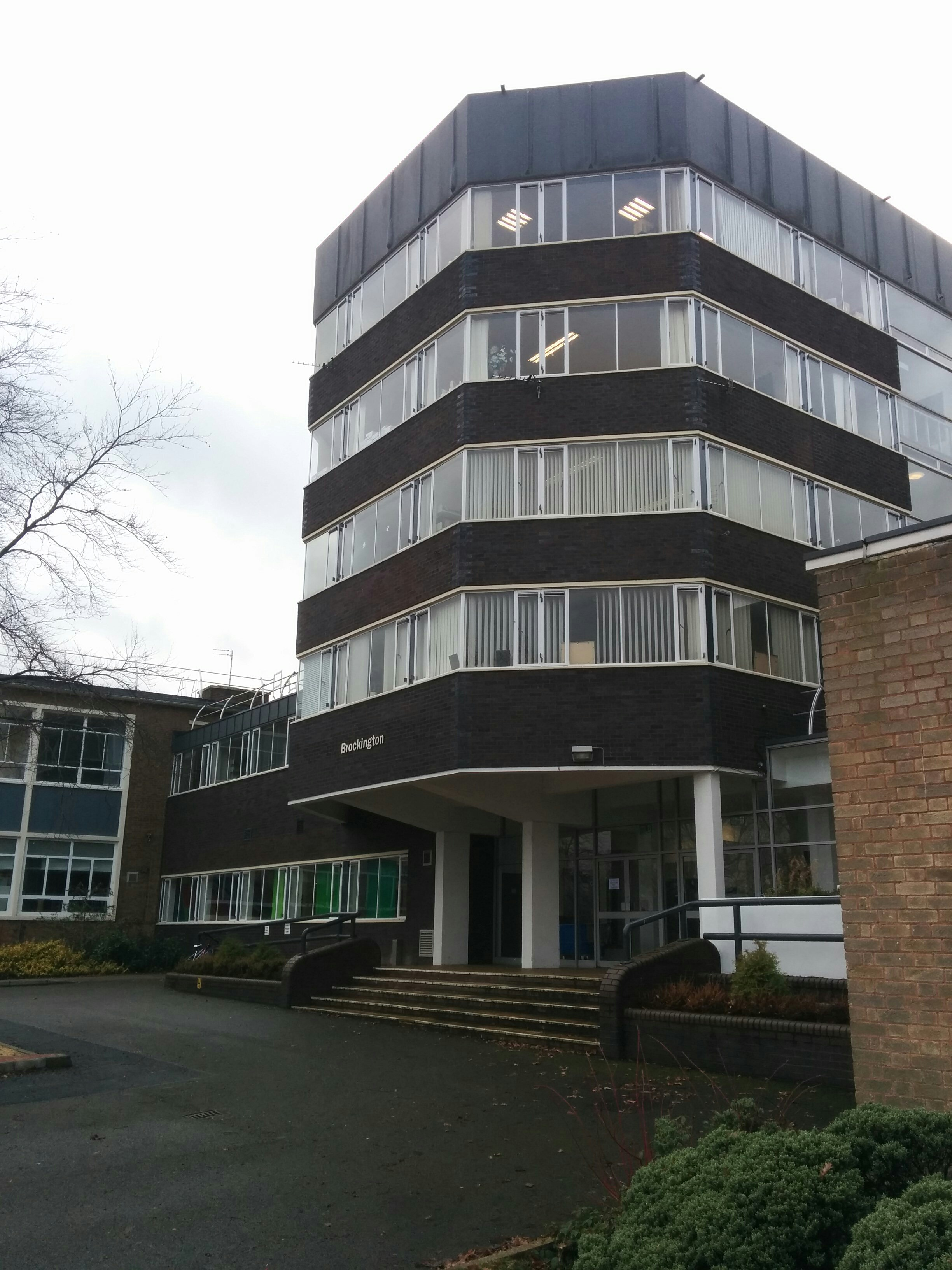
Brockington edificio de la Loughborough University en 2017.jpg
Descripción:El edificio de la universidad de Loughborough University en 2017.
Licencia:CC BY-SA 3.0
Fecha:2017-01-09
Autor:Victuallers

La Universidad tiene 24 departamentos académicos y más de 30 institutos de investigación, divididos entre tres facultades: Ciencia, Tramando y Ciencia Social y Humanidad. Tiene aproximadamente 14.000 estudiantes, el 73% son estudiantes y el 27 % persigue cursos posgraduados y/o investigación. Su Rectores John Jennings, CBE, FRSE (el canciller anterior, señor Denis Rooke, OM, CBE, jubilado de la posición en el verano 2003, habiendo servido durante catorce años), y su Rector es el Profesor Shirley Pearce. El Rector anterior, el Profesor señor David Wallace CBE FRANCOS DL, fue designado al Mastership de Colegio Churchill, Cambridge, en la sucesión a señor John Boyd KCMG. David Wallace era el Canciller Vice-de Universidad Loughborough entre 1994 a diciembre de 2005.

## Historia
Los orígenes de la universidad se remontan a 1909, cuando se fundó bajo el nombre de Instituto Técnico de Loughborough en el centro de la ciudad. Siguió un periodo de rápida expansión dirigido por el director Herbert Schofield, durante el cual se cambió el nombre a Loughborough College y se construyó el campus actual.
En los primeros años, se intentó imitar el ambiente de Oxbridge, por ejemplo, los estudiantes iban vestidos con toga a las clases, mientras se mantenía un fuerte contrapeso práctico al aprendizaje académico. Para apoyar el esfuerzo bélico durante la Primera Guerra Mundial, sirvió de «fábrica de instrucción», entrenando a más de 2000 trabajadores para la industria de municiones.
En 1966, en reconocimiento a su excelente nivel educativo, se le concedió el estatus de Universidad y adoptó del título de Universidad Tecnológica de Loughborough, para luego en 1996, cambiar a su título actual de Universidad de Loughborough con la finalidad de reflejar su amplio plan de estudios e investigaciones. 